# 가모노베촌
가모노베촌(蒲野部村)은 돗토리현 다카쿠사군·게타카군에 있던 촌이다. 1896년 3월 31일까지 다카쿠사군에 속해있었다.

## 역사
- 1889년 9월 21일 - 다카쿠사군 가모노베촌이 성립하였다.
- 1889년 10월 1일 - 정촌제 시행에 의해 미토쿠촌이 성립하여  가모노베촌과 공동으로 조합사무소가 설치되었다.
- 1896년 4월 1일 - 군제 시행에 의해 다카쿠사군, 게타군의 구역을 가지고 게타카군이 성립하여 게타카군 가모노베촌이 되었다.
- 1917년 10월 1일 - 미토쿠촌과 합병해 다이쇼촌이 성립하여, 동일 가모노베촌은 폐지되었다.